# Shaukat Aziz
Shaukat Aziz (nascut el 6 de març de 1949) va ser el primer ministre de Pakistan entre el 2004 i el 2007. Va ser nomenat ministre de les finances el 1999 i va ser el primer primer ministre a quedar en el seu càrrec fins al final.
Format a la St. Patrick's High School de Karachi, obtingué el títol de grau en ciències en el Gordon College de Rāwalpindi, el 1967. El 1969 obtingué un MBA i va començar a treballar en el Citibank, incloent filials i bancs associats en altres països, i també va treballar en organitzacions no governamentals.